# Cantagalo (kommun i Brasilien, Paraná)
Cantagalo är en kommun i Brasilien.   Den ligger i delstaten Paraná, i den södra delen av landet, 1 100 km söder om huvudstaden Brasília. Antalet invånare är 12 952.
I omgivningarna runt Cantagalo växer huvudsakligen savannskog. Runt Cantagalo är det ganska glesbefolkat, med 21 invånare per kvadratkilometer.